# イナラダス (小惑星)
イナラダス (3438 Inarradas) は小惑星帯にある小惑星。アルゼンチンのフェリックス・アギラール天文台で発見された。
アルゼンチン電波天文台(Instituto Argentino de Radioastonomia)から名付けられた。